# بخش گرین (شهرستان ترامپول، اوهایو)
بخش گرین (به انگلیسی: Greene Township) یک منطقهٔ مسکونی در ایالات متحده آمریکا است که در شهرستان ترامبل، اوهایو واقع شده‌است.
 بخش گرین ۶۸٫۶ کیلومتر مربع مساحت و ۹۸۶ نفر جمعیت دارد و ۲۷۷ متر بالاتر از سطح دریا واقع شده‌است.